# Augochloropsis metallica
Augochloropsis metallica là một loài Hymenoptera trong họ Halictidae. Loài này được Fabricius mô tả khoa học năm 1793.

## Hình ảnh

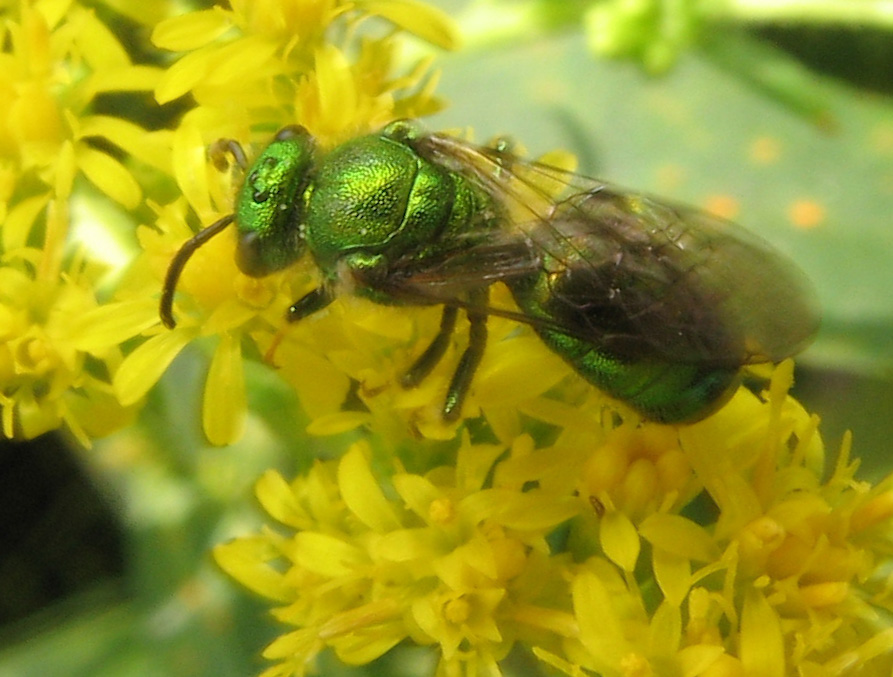
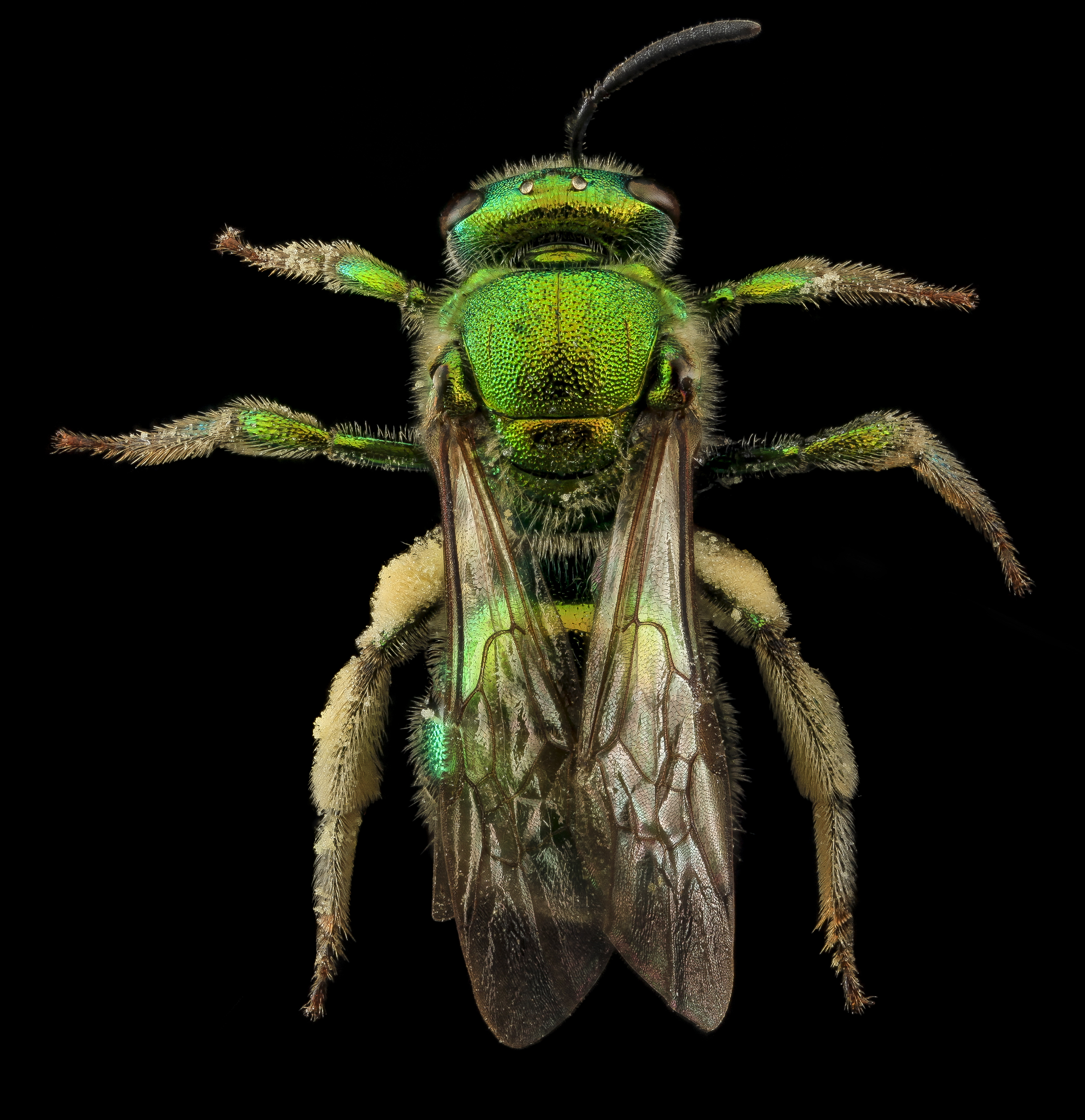
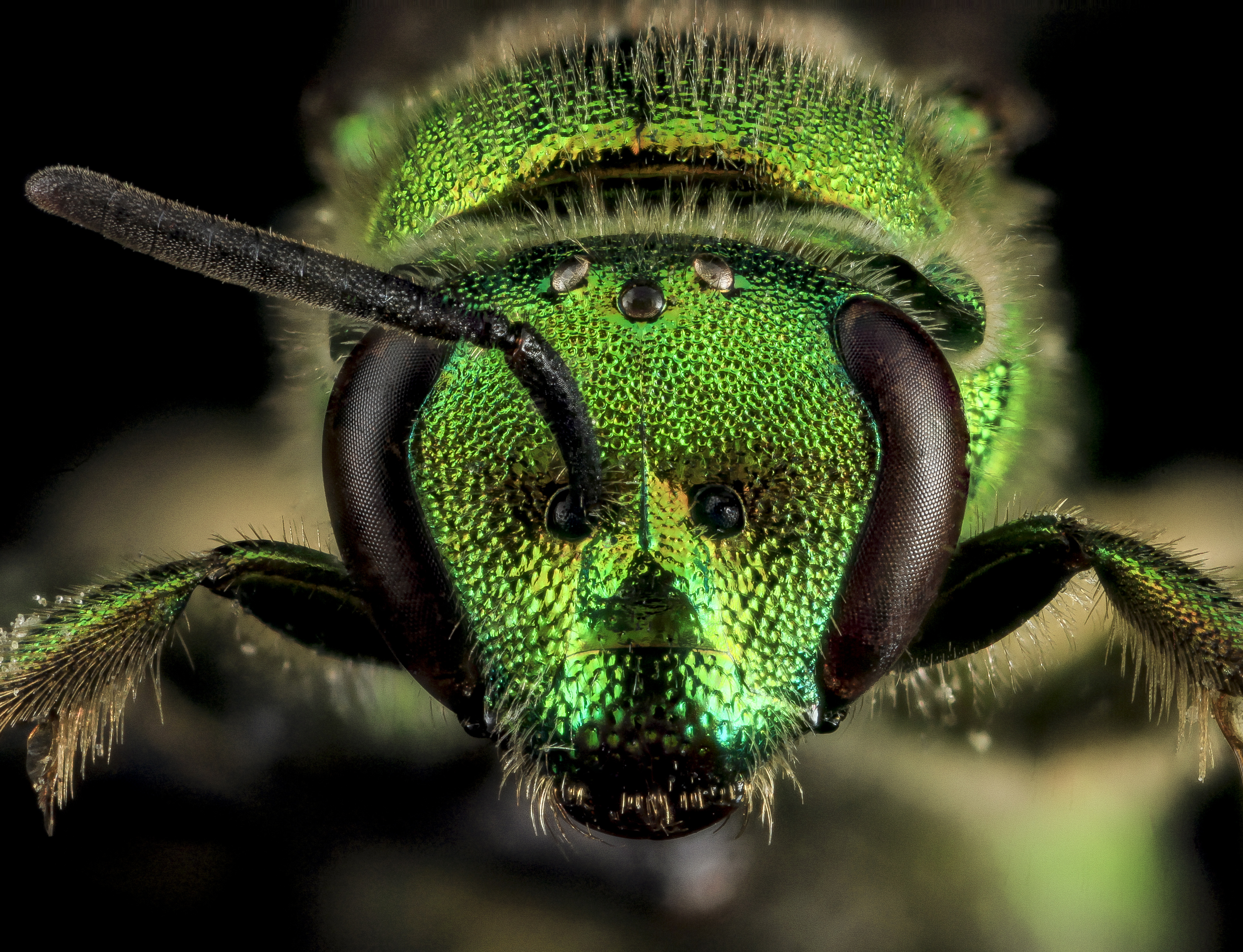
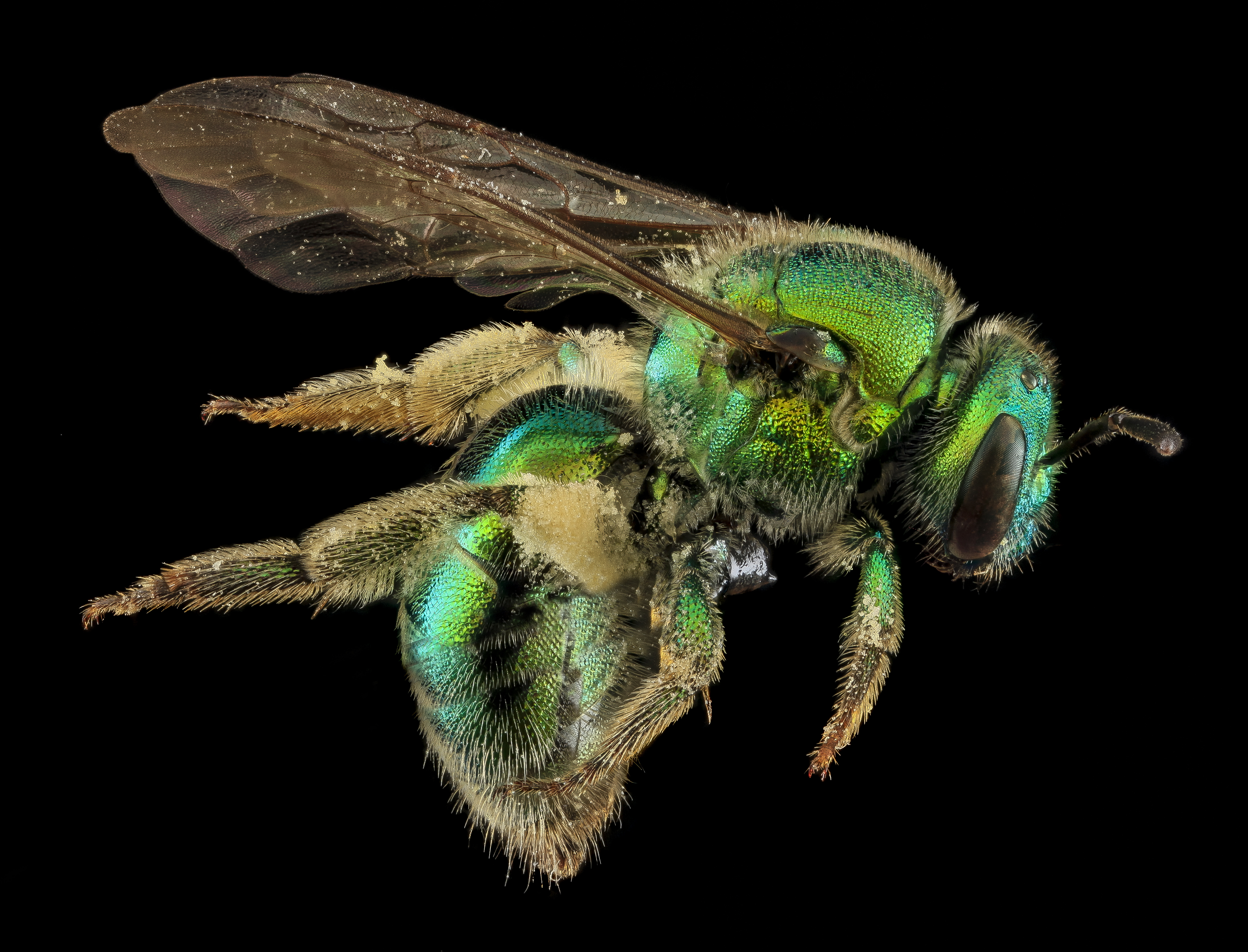